# Prigionieri di guerra tedeschi in Unione Sovietica

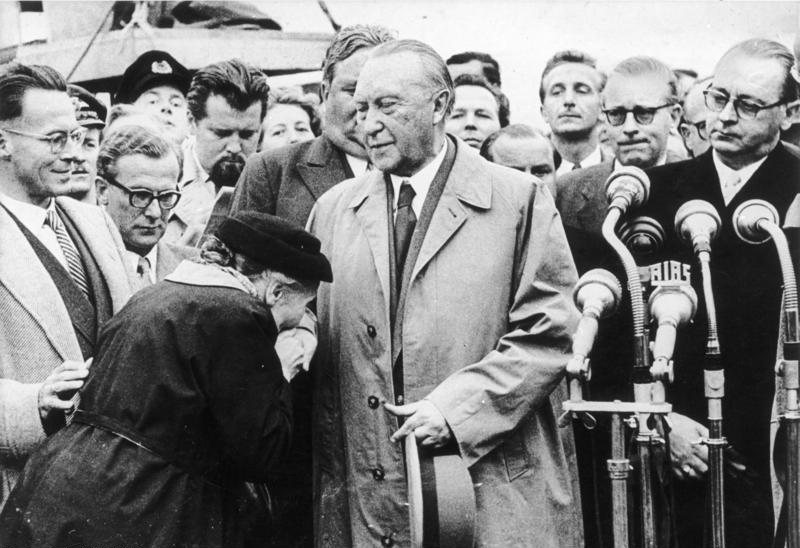
La madre di un prigioniero ringrazia Konrad Adenauer dopo il suo ritorno da Mosca il 14 settembre 1955. Adenauer ebbe successo nelle negoziazioni per il rilascio in Germania, verso la fine di quell'anno, di 15.000 civili tedeschi e prigionieri di guerra.

Il ritorno dei prigionieri nel 1955.

Approssimativamente 3 milioni di prigionieri di guerra tedeschi furono catturati dall'Unione Sovietica durante la seconda guerra mondiale, la maggior parte dei quali durante le grandi avanzate dell'Armata rossa nell'ultimo anno della guerra. I prigionieri di guerra furono impiegati nei lavori forzati nell'economia di guerra sovietica e nella ricostruzione postbellica. Nel 1950 quasi tutti i prigionieri di guerra sopravvissuti furono rilasciati, con l'ultimo liberato nel 1956. Secondo gli archivi sovietici, 381 067 soldati della Wehrmacht morirono nei campi NKVD (356 700 di nazionalità tedesca e 24 367 di altre). Lo storico tedesco Rüdiger Overmans sostiene che sembra interamente plausibile, ma non provabile, che un milione di persone sono morte in custodia sovietica. Ritiene anche che vi erano uomini che morirono effettivamente come prigionieri di guerra sebbene siano stati elencati tra i missing in action (MIA).

## In Unione Sovietica
Nei primi mesi dell'Operazione Barbarossa, pochi tedeschi furono catturati dalle forze sovietiche ma, dopo la battaglia di Mosca e la ritirata tedesca, il numero di prigionieri nei campi del GUPVI sovietico aumentò a 120.000 all'inizio del 1942. La 6ª armata tedesca si arrese nella battaglia di Stalingrado e i 91.000 sopravvissuti diventarono prigionieri di guerra, aumentando il numero totale a 170.000 agli inizi del 1943. Indeboliti dalle malattie, dalla fame e dalla carenza di cure mediche durante l'internamento, molti morirono per le ferite, tifo, malnutrizione e maltrattamenti nei mesi successivi alla cattura a Stalingrado: solamente circa 6.000 di loro riuscì a sopravvivere e a essere rimpatriato dopo la guerra. Non appena la situazione economica dell'URSS migliorò nel 1943, il morale nei campi dei POW calò drasticamente. Allo stesso tempo, i prigionieri di guerra divennero un'importante risorsa di lavoro per l'economia sovietica privata di manodopera. Con la formazione del Comitato nazionale per la Germania libera e della Lega degli ufficiali tedeschi, i prigionieri di guerra filo-comunisti ottennero più privilegi e razioni migliori. Come risultato dell'Operazione Bagration e del collasso della zona meridionale del Fronte orientale, il numero di prigionieri tedeschi raddoppiò nella seconda metà del 1944. Nei primi mesi del 1945, l'Armata rossa avanzò sul fiume Oder e sui Balcani, e il numero di prigionieri di guerra aumentò fino a 2 milioni nell'aprile del 1945.

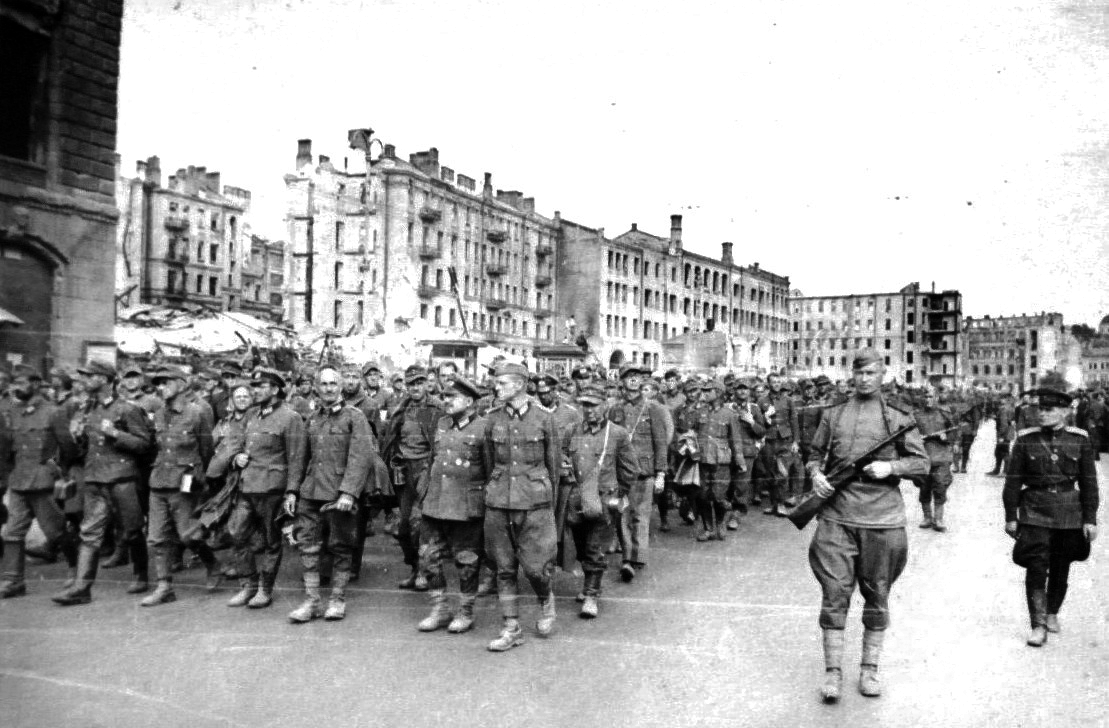
Prigionieri di guerra tedeschi in marcia attraverso Kiev guidati dai sovietici.

Secondo gli archivi sovietici, al termine della guerra l'URSS aveva 2,8 milioni di tedeschi della Wehrmacht come prigionieri, e un gran numero di essi fu rilasciato verso la fine del 1946, quando l'URSS aveva un minor numero di prigionieri di guerra rispetto a Regno Unito e Francia. Con la creazione di uno stato socialista nella Zona di occupazione sovietica– la Repubblica Democratica Tedesca – nell'ottobre del 1949, 85.000 prigionieri di guerra furono liberati e rimpatriati. Molti di questi furono ancora considerati dei criminali di guerra e alcuni condannati ai campi di lavoro forzato a lungo termine – di solito 25 anni. Nel 1956, furono rimpatriati gli ultimi dei Kriegsverurteilte ('condannati di guerra'), in seguito ad un intervento del cancelliere della Germania Ovest Konrad Adenauer a Mosca.
Secondo Richard Overy, le fonti russe affermano che 356.000 dei 2 388 000 POW sono morti durante la prigionia sovietica. Nella sua edizione rivista in lingua russa di Soviet Casualties and Combat Losses, Krivošeev ha posto il numero dei militari tedeschi prigionieri a 2 733 739 con 381 067 morti (356 700 di nazionalità tedesca e 24 367 di altre). Tuttavia, le fonti del periodo sovietico sono oggetto di dispute tra gli storici occidentali che stimano 3,0 milioni di prigionieri di guerra tedeschi catturati dai sovietici di cui 1 milione è morto durante la prigionia. Waitman Wade Beorn sostiene che il 35,8% dei prigionieri di guerra tedeschi è morto in custodia sovietica, percentuale sostenuta da altre opere accademiche.
Secondo Edward Peterson, gli Stati Uniti decisero di consegnare diverse centinaia di prigionieri tedeschi all'Unione Sovietica nel maggio del 1945 come un "segno di amicizia". Niall Ferguson sostiene che "è chiaro che molte unità tedesche scelsero di arrendersi agli americani preferendoli alle altre forze alleate, e in particolare all'Armata rossa". Heinz Nawratil afferma che le forze statunitensi rifiutarono di accettare la resa delle truppe tedesche in Sassonia e Boemia, consegnandole invece all'Unione Sovietica.
In base ad un'inchiesta del The New York Times, migliaia di prigionieri furono trasferiti alle autorità sovietiche dai campi di prigionia a ovest: ad esempio, è noto che 6.000 ufficiali tedeschi furono inviati da ovest al Campo di concentramento di Sachsenhausen, all'epoca era uno dei campi speciali del NKVD, e si sa che da questo furono trasferiti nei campi per i prigionieri di guerra. I documenti del Ministero degli interni sovietico pubblicati nel 1990 elencarono 6 680 internati nei campi NKVD tra il 1945 e il 1949 trasferiti in seguito nei campi sovietici per i prigionieri di guerra.

## Stime tedesche

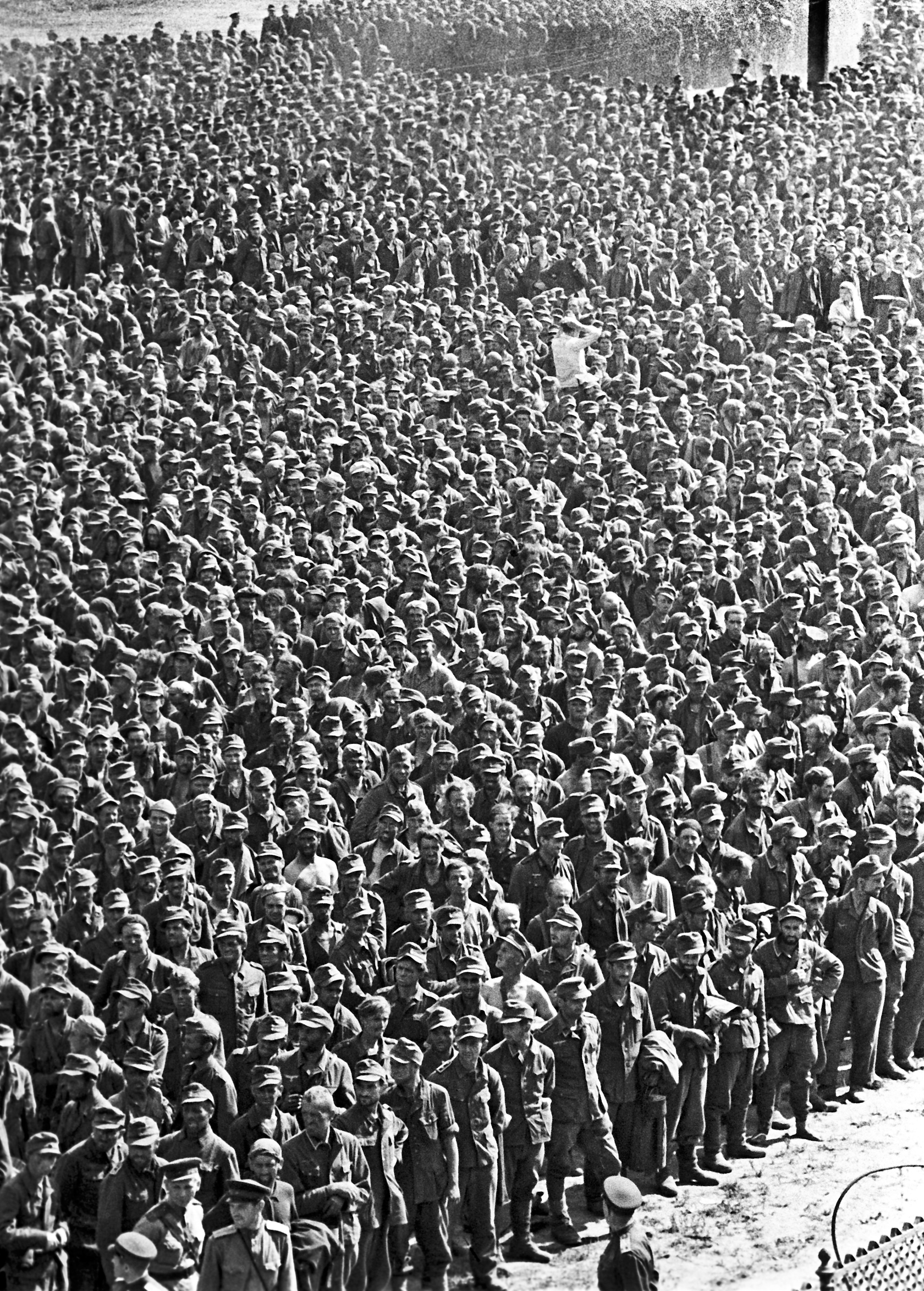
Prigionieri di guerra tedeschi a Mosca verso la fine del 1944.

Il governo della Germania occidentale aprì una commissione guidata da Erich Maschke per indagare sul destino dei POW tedeschi durante la guerra, e in un rapporto del 1974 scoprì che 3 060 000 militari tedeschi furono fatti prigionieri dall'URSS e che 1 094 250 morirono in prigionia (549 360 dal 1941 ad aprile 1945; 542 911 da maggio 1945 a giugno 1950; 1 979 da luglio 1950 al 1955). Secondo lo storico tedesco Rüdiger Overmans, circa 3 milioni di prigionieri di guerra furono presi dall'URSS, ponendo un numero massimo di morti di POW tedeschi in mani sovietiche a 1 milione. In base alle sue ricerche, Overmans sostiene che le morti di 363.000 prigionieri di guerra nei campi sovietici può essere confermata dai documenti del Deutsche Dienststelle (WASt), inoltre ritiene che "sembra molto plausibile, ma non dimostrabile, che 700 mila militari tedeschi dichiarati dispersi siano effettivamente morti in custodia sovietica".
| Anno | Quarto | Numero di POW tedeschi |
| ---- | ------ | ---------------------- |
| 1941 | IV     | 26 000                 |
| 1942 | I      | 120 000                |
| 1942 | II     | 120 000                |
| 1942 | III    | 110 000                |
| 1942 | IV     | 100 000                |
| 1943 | I      | 170 000                |
| 1943 | II     | 160 000                |
| 1943 | III    | 190 000                |
| 1943 | IV     | 200 000                |
| 1944 | I      | 240 000                |
| 1944 | II     | 370 000                |
| 1944 | III    | 560 000                |
| 1944 | IV     | 560 000                |
| 1945 | I      | 1 100 000              |
| 1945 | II     | 2 000 000              |
| 1945 | III    | 1 900 000              |
| 1945 | IV     | 1 400 000              |
| 1946 | IV     | 1 100 000              |
| 1947 | IV     | 840 000                |
| 1948 | IV     | 500 000                |
| 1949 | IV     | 85 000                 |
| 1950 | IV     | 29 000                 |

## Statistiche sovietiche
Secondo lo storico Grigori F. Krivošeev, l'NKVD sovietico elencò 2 733 739 prigionieri di guerra tedeschi della Wehrmacht (in russo Военнопленные из войск вермахта?, Voennoplennye iz vojsk vermachta) catturati e 381 067 morti in prigionia. La seguente tabella mostra le statistiche sovietiche per il totale di prigionieri di guerra tedeschi riportato dall'NKVD al 22 aprile 1956 (escludendo i cittadini dell'URSS in servizio nella Wehrmacht). I sovietici considerarono i tedeschi etnici dell'Europa orientale coscritti dalla Germania nazista come membri del loro Paese di residenza prima della guerra, per esempio i tedeschi dei Sudeti sono etichettati come cechi. Queste statistiche non includono i prigionieri provenienti dal Regno d'Italia, Ungheria, Romania, Finlandia e Giappone. Le statistiche sovietici per i POW non includono i civili tedeschi coscritti per il lavoro forzato nell'URSS.
Tuttavia, lo storico austriaco Stefan Karner sostiene che i documenti del periodo sovietico indicano 2,6 milioni di prigionieri catturati dai sovietici compresi 400.000 civili.
| Nazionalità       | Totale prigionieri | Rilasciati e rimpatriati | Morti in prigionia |
| ----------------- | ------------------ | ------------------------ | ------------------ |
| Tedeschi          | 2 388 443          | 2 031 743                | 356 700            |
| Austriaci         | 156 681            | 145 790                  | 10 891             |
| Cechi e slovacchi | 69 977             | 65 954                   | 4 023              |
| Francesi          | 23 136             | 21 811                   | 1325               |
| Jugoslavi         | 21 830             | 20 354                   | 1476               |
| Polacchi          | 60 277             | 57 149                   | 3128               |
| Olandesi          | 4730               | 4530                     | 200                |
| Belgi             | 2014               | 1833                     | 181                |
| Lussemburghesi    | 1653               | 1560                     | 93                 |
| Spagnoli          | 452                | 382                      | 70                 |
| Danesi            | 456                | 421                      | 35                 |
| Norvegesi         | 101                | 83                       | 18                 |
| Altre             | 3989               | 1062                     | 2927               |
| Totale            | 2 733 739          | 2 352 671                | 381 067            |
| %                 | 100%               | 86,1%                    | 13,9%              |